# No. 1
No. 1 – pierwszy studyjny album zespołu Silent Circle wydany w roku 1986, nakładem wytwórni płytowej Blow Up. Numer katalogowy: INT 145.519
Album promowały cztery single:
- Hide Away - Man Is Comin'! (1985)
- Touch In The Night (1985)
- Stop The Rain In The Night (1986)
- Love Is Just A Word (1986)

## Listy przebojów (rok1986)
| Państwo    | Szczytowe miejsce |
| ---------- | ----------------- |
| RFN        | 58                |
| Szwajcaria | 28                |

## Lista utworów
| No. | Tytuł                      | Autorzy                                                                         | Długość |
| --- | -------------------------- | ------------------------------------------------------------------------------- | ------- |
| 1.  | Touch In The Night         | muzyka: Axel Breitung, słowa: Bernd Dietrich, Engelbert Simons, Axel Breitung   | 5:18    |
| 2.  | Sib Dub Dua                | muzyka i słowa: Bernd Dietrich, Engelbert Simons, Axel Breitung                 | 3:04    |
| 3.  | Dreams                     | muzyka i słowa: Bernd Dietrich, Engelbert Simons, Axel Breitung, Gerd Grabowski | 4:00    |
| 4.  | Hide Away - Man Is Comin'! | muzyka i słowa: Bernd Dietrich, Engelbert Simons                                | 3:42    |
| 5.  | Shy Girl                   | muzyka i słowa: Bernd Dietrich, Engelbert Simons, Axel Breitung                 | 3:38    |
| 6.  | Stop The Rain In The Night | muzyka i słowa: Bernd Dietrich, Engelbert Simons, Axel Breitung                 | 3:40    |
| 7.  | For You                    | muzyka i słowa: Martin Tychsen, Jürgen Behrens                                  | 1:32    |
| 8.  | Give Me Time               | muzyka i słowa: Bernd Dietrich, Engelbert Simons, Axel Breitung, Gerd Grabowski | 3:58    |
| 9.  | Moonlight Affair           | muzyka: Axel Breitung, słowa: Axel Breitung, Bernd Dietrich, Engelbert Simons   | 3:29    |
| 10. | Anywhere Tonight           | muzyka: Axel Breitung, słowa: Axel Breitung, Bernd Dietrich, Engelbert Simons   | 3:19    |
| 11. | Love Is Just A Word        | muzyka i słowa: Bernd Dietrich, Engelbert Simons, Axel Breitung                 | 3:25    |